# Norwegischer Fußballpokal der Männer 1986
Der norwegische Fußballpokal 1986 (kurz auch NM-Cup 1986 genannt) war die 81. Austragung des Fußballpokalwettbewerbs der Männer. Pokalsieger wurde Tromsø IL. Das Team setzte sich im Finale mit 4:1 gegen Titelverteidiger Lillestrøm SK durch. Durch den Sieg qualifizierte sich Tromsø für den Europapokal der Pokalsieger 1987/88.
Der NFF entschied, die Spiele der zweiten und dritten Runde im Falle eines Unentschiedens nach Verlängerung nicht zu wiederholen, sondern durch Elfmeterschießen zu entscheiden. Aufgrund eines Streiks der Kommunalverwaltungen waren viele Spiele der ersten Runde verschoben worden.

## 1. Runde
| Datum      |                     | Ergebnis  |                    |
| ---------- | ------------------- | --------- | ------------------ |
| 28.05.1986 | Aalesunds FK        | 2:1       | Langevåg IL        |
|            | Åndalsnes IF        | 2:1 n. V. | Skarbøvik IF       |
|            | Bjørkelangen SF     | 2:0       | Bærum SK           |
|            | Brumunddal IL       | 1:2       | Vinstra IL         |
|            | Eidsvold Turn       | 1:4 n. V. | Ham-Kam            |
|            | Follese FK          | 2:2 n. V. | Ny-Krohnborg IL    |
|            | Fram Larvik         | 3:1       | Urædd FK           |
|            | Fram Skatval        | 0:4       | Ranheim IL         |
|            | Hemnes IL           | 1:1 n. V. | Kristiansund FK    |
|            | Hof IL              | 1:4       | Kongsvinger IL     |
|            | IL Hødd             | 3:1       | Førde IL           |
|            | FK Jerv             | 2:0       | FK Donn            |
|            | Kapp IF             | 1:4       | Raufoss IL         |
|            | Lørenskog IF        | 2:1       | Strømsgodset IF    |
|            | SK Nessegutten      | 2:3       | Namsos IL          |
|            | Odds BK             | 4:1       | Drangedal IL       |
|            | Overhalla IL        | 0:7       | Steinkjer FK       |
|            | Råde IL             | 0:0 n. V. | Lisleby FK         |
|            | Redalen IL          | 1:2 n. V. | FK Gjøvik Lyn      |
|            | Ringsaker IF        | 0:3 n. V. | Nybergsund IL      |
|            | Skjervøy IK         | 2:0       | Kåfjord FK         |
|            | Slemmestad IF       | 2:2 n. V. | SFK Lyn Oslo       |
|            | Stranda IL          | 3:2       | Hareid IL          |
|            | Svolvær IL          | 2:1       | Harstad IL         |
|            | Tromsø IL           | 3:0       | IF Skarp           |
|            | Tune IL             | 1:2       | Fredrikstad FK     |
|            | Vang IL             | 01:12     | Faaberg IL         |
|            | Vardø IL            | 1:0       | Alta IF            |
| 03.06.1986 | Sandefjord BK       | 7:2       | Rygge IL           |
| 09.06.1986 | Charlottenlund SK   | 0:4       | SK Freidig         |
| 10.06.1986 | FK Ørn              | 4:1 n. V. | Tjølling IF        |
|            | IL Valder           | 0:0 n. V. | Vigra IL           |
| 11.06.1986 | SK Djerv 1919       | 2:1       | Randaberg IL       |
|            | Drøbak/Frogn IL     | 3:2 n. V. | Asker SK           |
|            | Fjøra FK            | 1:3       | Sogndal IL         |
|            | Fyllingen IL        | 4:1       | Lyngbø SK          |
|            | IF Grand Bodø       | 4:2       | FK Fauske/Sprint   |
|            | IK Grane Arendal    | 2:4 n. V. | Start Kristiansand |
|            | Jevnaker IF         | 0:5       | Lillestrøm SK      |
|            | Kjelsås IL          | 6:0       | SK Sprint-Jeløy    |
|            | Kopervik IL         | 0:1       | SK Haugar          |
|            | Kvik Halden FK      | 1:0       | Borgen IL          |
|            | FK Landsås          | 2:5       | SFK Bodø-Glimt     |
|            | Moss FK             | 5:0       | Borre IF           |
|            | Mjøndalen IF        | 0:1       | Åssiden IF         |
|            | Mosjøen IL          | 2:4       | Mo IL              |
|            | FK Narvik/Nor       | 1:3       | FK Mjølner         |
|            | Orkanger IF         | 2:0       | Strindheim IL      |
|            | Os TF               | 2:1       | IL Varegg          |
|            | Rosenborg Trondheim | 1:0       | Nidelv/Falken FA   |
|            | IL Sandviken        | 0:2       | Brann Bergen       |
|            | Skeid Oslo          | 3:0       | Frigg Oslo FK      |
|            | SK Snøgg            | 1:2       | IF Pors            |
|            | Sødal FK            | 2:1       | Klepp IL           |
|            | Sola FK             | 2:6       | FK Vidar           |
|            | Staal Jørpeland IL  | 0:3       | Bryne FK           |
|            | Stord IL            | 2:3       | SK Vard Haugesund  |
|            | IL Stjørdals-Blink  | 2:1       | Ekne IL            |
|            | Sunndal IL          | 4:2 n. V. | Alvdal IL          |
|            | Teie IF             | 1:0       | Eik IF             |
|            | SK Træff            | 0:5       | Molde FK           |
|            | Vålerenga Oslo      | 4:0       | Bøler IF           |
|            | Viking Stavanger    | 2:0       | Figgjo IL          |
| 12.06.1986 | Strømmen IF         | 2:0 n. V. | Aurskog IL         |

### Wiederholungsspiele
| Datum      |                 | Ergebnis |               |
| ---------- | --------------- | -------- | ------------- |
| 04.06.1986 | Kristiansund FK | 4:0      | Hemnes IL     |
| 11.06.1986 | SFK Lyn Oslo    | 1:0      | Slemmestad IF |
|            | Lisleby FK      | 1:3      | Råde IL       |
| 17.06.1986 | Vigra IL        | 1:2      | IL Valder     |
| 18.06.1986 | Ny-Krohnborg IL | 3:1      | Follese FK    |

## 2. Runde
| Datum      |                    | Ergebnis              |                     |
| ---------- | ------------------ | --------------------- | ------------------- |
| 16.06.1986 | SK Freidig         | 0:1                   | Rosenborg Trondheim |
| 18.06.1986 | Åssiden IF         | 1:1 n. V. (3:4 i. E.) | Vålerenga Oslo      |
|            | Kongsvinger IL     | 4:0                   | Bjørkelangen SF     |
| 23.06.1986 | Lillestrøm SK      | 3:0                   | Teie IF             |
|            | Molde FK           | 1:0                   | Åndalsnes IF        |
| 24.06.1986 | SK Haugar          | 0:1                   | Viking Stavanger    |
| 25.06.1986 | SFK Bodø-Glimt     | 3:2 n. V.             | IF Grand Bodø       |
|            | Brann Bergen       | 3:1 n. V.             | Kjelsås IL          |
|            | Bryne FK           | 8:1                   | Sødal FK            |
|            | Faaberg IL         | 4:1                   | Drøbak/Frogn IL     |
|            | Fredrikstad FK     | 2:1                   | Kvik Halden FK      |
|            | Ham-Kam            | 10:10                 | Lørenskog IF        |
|            | Kristiansund FK    | 3:0                   | Orkanger IF         |
|            | SFK Lyn Oslo       | 2:1 n. V.             | Moss FK             |
|            | FK Mjølner         | 6:0                   | Skjervøy IK         |
|            | Mo IL              | 3:0                   | Svolvær IL          |
|            | Namsos IL          | 2:1 n. V.             | IL Stjørdals-Blink  |
|            | Nybergsund IL      | 0:2                   | Raufoss IL          |
|            | Os TF              | 2:3 n. V.             | SK Djerv 1919       |
|            | IF Pors            | 3:0                   | FK Jerv             |
|            | Råde IL            | 0:1                   | Skeid Oslo          |
|            | Sandefjord BK      | 6:5 n. V.             | FK Ørn              |
|            | Sogndal IL         | 1:0                   | FK Gjøvik Lyn       |
|            | Start Kristiansand | 2:0                   | Fram Larvik         |
|            | Steinkjer FK       | 4:2                   | Ranheim IL          |
|            | Stranda IL         | 0:1                   | IL Hødd             |
|            | Strømmen IF        | 1:3                   | Odds BK             |
|            | IL Valder          | 1:5                   | Aalesunds FK        |
|            | SK Vard Haugesund  | 2:0                   | Fyllingen IL        |
|            | Vardø IL           | 0:2                   | Tromsø IL           |
|            | FK Vidar           | 2:1                   | Ny-Krohnborg IL     |
|            | Vinstra IL         | 0:7                   | Sunndal IL          |

## 3. Runde
| Datum      |                  | Ergebnis              |                     |
| ---------- | ---------------- | --------------------- | ------------------- |
| 01.07.1986 | SK Djerv 1919    | 1:0                   | Brann Bergen        |
|            | Viking Stavanger | 3:1                   | FK Vidar            |
| 02.07.1986 | Aalesunds FK     | 1:2                   | Kristiansund FK     |
|            | SFK Bodø-Glimt   | 2:0                   | Steinkjer FK        |
|            | Bryne FK         | 1:0                   | SK Vard Haugesund   |
|            | Faaberg IL       | 0:4                   | Ham-Kam             |
|            | Fredrikstad FK   | 2:1                   | IF Pors             |
|            | IL Hødd          | 2:0                   | Molde FK            |
|            | Lillestrøm SK    | 5:1                   | SFK Lyn Oslo        |
|            | Mo IL            | 0:1                   | Namsos IL           |
|            | Odds BK          | 0:1                   | Start Kristiansand  |
|            | Raufoss IL       | 2:2 n. V. (3:5 i. E.) | Sogndal IL          |
|            | Sandefjord BK    | 1:3                   | Kongsvinger IL      |
|            | Sunndal IL       | 1:2                   | Rosenborg Trondheim |
|            | Tromsø IL        | 2:2 n. V. (4:2 i. E.) | FK Mjølner          |
|            | Vålerenga Oslo   | 2:0 n. V.             | Skeid Oslo          |

## 4. Runde
| Datum      |                     | Ergebnis  |                  |
| ---------- | ------------------- | --------- | ---------------- |
| 30.07.1986 | IL Hødd             | 0:2       | Lillestrøm SK    |
|            | Kongsvinger IL      | 1:0       | Vålerenga Oslo   |
|            | Rosenborg Trondheim | 4:0       | SFK Bodø-Glimt   |
|            | Namsos IL           | 1:0 n. V. | Viking Stavanger |
|            | Kristiansund FK     | 2:3       | SK Djerv 1919    |
|            | Sogndal IL          | 3:0       | Bryne FK         |
|            | Ham-Kam             | 1:2 n. V. | Tromsø IL        |
|            | Start Kristiansand  | 3:1       | Fredrikstad FK   |

## Viertelfinale
| Datum      |                     | Ergebnis  |                    |
| ---------- | ------------------- | --------- | ------------------ |
| 27.08.1986 | Lillestrøm SK       | 1:0       | Kongsvinger IL     |
|            | Rosenborg Trondheim | 1:0       | Namsos IL          |
|            | SK Djerv 1919       | 2:1 n. V. | Sogndal IL         |
|            | Tromsø IL           | 2:1       | Start Kristiansand |

## Halbfinale
| Datum      |               | Ergebnis |                     |
| ---------- | ------------- | -------- | ------------------- |
| 20.09.1986 | SK Djerv 1919 | 0:1      | Tromsø IL           |
| 21.09.1986 | Lillestrøm SK | 2:0      | Rosenborg Trondheim |

## Finale
| Tromsø IL                                   | Tromsø IL | Lillestrøm SK | Lillestrøm SK |
| ------------------------------------------- | --- | --- | ------------- |
| Tromsø IL                                   | \| Finale \| \| 26. Oktober 1986 in Oslo (Ullevaal-Stadion) \| \| Ergebnis: 4:1 (2:0) \| \| Zuschauer: 22.000 \| \| Schiedsrichter: Egil Nervik \| \| Spielbericht \|                                                                         | \| Finale \| \| 26. Oktober 1986 in Oslo (Ullevaal-Stadion) \| \| Ergebnis: 4:1 (2:0) \| \| Zuschauer: 22.000 \| \| Schiedsrichter: Egil Nervik \| \| Spielbericht \|                                | Lillestrøm SK |
| Tromsø IL                                   | Bjarte Flem (89. Gunnar Gamst) – Nils Solstad, Tore Nilsen, Tor Pedersen, Trond Steinar Albertsen – Truls Jenssen, Lars Espejord, Tore Rismo, Sigmund Forfang – Trond Johansen, Per Høgmo (87. Yngvar Bendiksen) Cheftrainer: Arne Andreassen | Arne Amundsen – Ole Dyrstad, Tor Inge Smedås, Bård Bjerkeland, Gunnar Halle – Rune Richardsen, Kjetil Osvold, Tom Sundby, Bjarne Sognnæs – Sten Glenn Håberg, André Krogsæther Cheftrainer: Tom Lund | Lillestrøm SK |
| Tromsø IL                                   | 1:0 Nils Solstad (2.) 2:0 Lars Espejord (7.) 3:1 Truls Jenssen (65.) 4:1 Tore Rismo (74.) | 2:1 Bård Bjerkeland (50.) | Lillestrøm SK |
| Finale                                      | | |               |
| 26. Oktober 1986 in Oslo (Ullevaal-Stadion) | | |               |
| Ergebnis: 4:1 (2:0)                         | | |               |
| Zuschauer: 22.000                           | | |               |
| Schiedsrichter: Egil Nervik                 | | |               |
| Spielbericht                                | | |               |